# Gary Zebrowski
Gary Zebrowski (* 21. Juli 1984 in Papeete) ist ein ehemaliger französischer Snowboarder.

## Werdegang
Zebrowski gab sein internationales Debüt bei einigen FIS-Rennen im Februar 1999. Von Beginn seiner Karriere an, lag der Schwerpunkt des Sports für ihn in der Halfpipe. Bei den Französischen Meisterschaften 2000 in Serre-Chevallier erreichte Zebrowski Rang 24. Ein Jahr später fuhr er auf den neunten Rang.
Am 13. Januar 2002 gab Zebrowski sein Debüt im Snowboard-Weltcup. In L’Alpe d’Huez sammelte er als 23. auch auf Anhieb seine ersten Weltcup-Punkte. Nachdem er wenig später im Snowboard-Europacup in Bischofswiesen als Zweiter erstmals auf dem Podium stand und auch im März das FIS-Rennen in Saint-Gervais gewinnen konnte, bekam Zebrowski einen Startplatz bei den Juniorenweltmeisterschaften in Rovaniemi. Als 57. verpasste er dabei jedoch eine gute Platzierung deutlich.
Ab Dezember 2002 gehörte Zebrowski fest zum französischen Kader im Weltcup. Bereits im dritten Saisonweltcup in Whistler erreichte er erstmals die Top 10. Für die Snowboard-Weltmeisterschaften 2003 in Kreischberg wurde er für die Halfpipe sowie Snowboardcross gemeldet. Nachdem er in der Halfpipe Platz 20 erreichte, verzichtete er auf den Start im Snowboardcross jedoch. Vier Wochen später landete er bei den Snowboard-Juniorenweltmeisterschaften 2003 in Prato Nevoso auf Rang 24.
Nachdem ihm zum Saisonende in Serre Chevalier und Arosa als Zweiter und Dritter zwei Weltcup-Podestränge gelangen. Bei den Snowboard-Juniorenweltmeisterschaften 2004 in Oberwiesenthal erreichte Zebrowski im Big Air den 35. Platz. Beim folgenden Halfpipe-Wettbewerb gewann er den Titel. Nachdem aber zum Ende der Saison bei Zebrowski Doping nachgewiesen wurde, wurde dieser Titel in den offiziellen Listen gestrichen. Nach einem Jahr Sperre kam er zurück in den Weltcup und gewann im März in Tandådalen seinen ersten Weltcup.
Bei den Olympischen Winterspielen 2006 wurde er sechster in der Halfpipe. Bei den folgenden Französischen Meisterschaften sicherte er sich Platz 13. Nachdem Zebrowski zu Beginn der Saison 2006/07 nur auf Rang 17 in Saas-Fee landete, blieb dies der einzige Weltcup in dieser Saison. Bei den Snowboard-Weltmeisterschaften 2007 erreichte er den achten Rang in der Halfpipe.
Zwei Jahre später, nachdem Zebrowski zwischen Weltcup, Europacup und Nor-Am Cup immer wieder gewechselt war, startete er bei den Snowboard-Weltmeisterschaften 2009 in Gangwon-do. Dort schaffte er jedoch erneut nicht den Sprung in die Top 10 und wurde Elfter. Einige Wochen später im März 2009 gelang ihm in Valmalenco der zweite Weltcup-Sieg in seiner Karriere.
Seinen letzten Start für den Ski-Weltverband FIS feierte Zebrowski bei den Olympischen Winterspielen 2010 in Vancouver, bei denen er nochmals Rang 13 in der Halfpipe erreichte.

## Erfolge

### Weltcupsiege
| Datum         | Ort        | Land     | Disziplin |
| ------------- | ---------- | -------- | --------- |
| 18. März 2005 | Tandådalen | Schweden | Halfpipe  |
| 21. März 2009 | Valmalenco | Italien  | Halfpipe  |

## Werdegang
- Gary Zebrowski in der Datenbank des Internationalen Skiverbands (englisch)
- Gary Zebrowski in der Datenbank von Olympedia.org (englisch)

| Personendaten    | Personendaten                               |
| ---------------- | ------------------------------------------- |
| NAME             | Zebrowski, Gary                             |
| KURZBESCHREIBUNG | französischer Snowboarder                   |
| GEBURTSDATUM     | 21. Juli 1984                               |
| GEBURTSORT       | Papeete, Französisch-Polynesien, Frankreich |